# Чемпионат мира по шорт-треку среди юниоров 2019
Чемпионат мира по шорт-треку среди юниоров 2019 года проходил с 27-29 января в Монреале (Канада).
Чемпионат включает в себя четыре дистанции — 500, 1000, 1500 и 1500 метров — суперфинал. На дистанциях сначала проводятся предварительные забеги, затем лучшие шорт-трекисты участвуют в финальных забегах. Чемпионом мира становится спортсмен, набравший наибольшую сумму очков по итогам четырёх дистанций. В случае равенства набранных очков преимущество отдаётся спортсмену занявшему более высокое место в суперфинале на дистанции 1500 м. Также проводятся с 2001 года эстафеты по три человека у девушек и у юношей на 2000 м. С 2011 года в эстафетах участвует по четыре человека на дистанциях 3000 м. С 2019 года абсолютный чемпион не разыгрывается.

## Общий медальный зачёт
| Место | Страна           | Золото | Серебро | Бронза | Всего |
| ----- | ---------------- | ------ | ------- | ------ | ----- |
| 1     | Республика Корея | 5      | 2       | 0      | 7     |
| 2     | Китай            | 2      | 3       | 0      | 5     |
| 3     | США              | 1      | 0       | 0      | 1     |
| 4     | Нидерланды       | 0      | 2       | 1      | 3     |
| 5     | Россия           | 0      | 1       | 1      | 2     |
| 6     | Италия           | 0      | 0       | 3      | 3     |
| 7     | Канада           | 0      | 0       | 2      | 2     |
| 8     | Япония           | 0      | 0       | 1      | 1     |

## Медалисты

### Юноши
| Дисциплина      | Золото                                  | Серебро                                                  | Бронза                                                                  |
| --------------- | --------------------------------------- | -------------------------------------------------------- | ----------------------------------------------------------------------- |
| 500 м           | Ким Тэ Сун Республика Корея             | Сунь Лун Китай                                           | Пьетро Сигель Италия                                                    |
| 1000 м          | Чон Хок Ён Республика Корея             | Ким Тэ Сун Республика Корея                              | Кадзуки Ёсинага Япония                                                  |
| 1500 м          | Чан Хён Ву Республика Корея             | Ван Пэнюй Китай                                          | Пьетро Сигель Италия                                                    |
| Эстафета-3000 м | Ли Вэньлун Сунь Лун Ван Пэнюй Сун Цзянь | Йенс ван т’ Ваут Мелле ван ’т Ваут Брам Стенарт Свен Рус | Константин Ивлиев Сергей Милованов Даниил Краснокутский Алексей Симакин |

### Девушки
| Дисциплина      | Золото                                       | Серебро                                                      | Бронза                                                         |
| --------------- | -------------------------------------------- | ------------------------------------------------------------ | -------------------------------------------------------------- |
| 500 м           | Мааме Бини США                               | Ксандра Велзебур Нидерланды                                  | Джорджи Далримпл Нидерланды                                    |
| 1000 м          | Ли Цзиньюй Китай                             | Пак Ён Джон Республика Корея                                 | Клаудиа Хини Канада                                            |
| 1500 м          | Со Хви Мин Республика Корея                  | Ли Цзиньюй Китай                                             | Кортни Саро Канада                                             |
| Эстафета-3000 м | Со Хви Мин Пак Ён Джон Ким Чхэ Хён Чон Ю Мин | Софья Бойцова Людмила Козулина Анна Матвеева Вера Рассказова | Глория Конфортола Элиза Конфортола Глория Иориатти Кьяра Бетти |